# Meridiano 93 W
O meridiano 93 W é um meridiano que, partindo do Polo Norte, atravessa o Oceano Ártico, América do Norte, Golfo do México, Oceano Pacífico, Oceano Antártico, Antártida e chega ao Polo Sul. Forma um círculo máximo com o Meridiano 87 E.
Começando no Polo Norte, o meridiano 93º Oeste tem os seguintes cruzamentos:
| País, território ou mar | Notas                                                            |
| ----------------------- | ---------------------------------------------------------------- |
| Oceano Ártico           |                                                                  |
| Canadá                  | Ilha Axel Heiberg, Nunavut                                       |
| Baía Norueguesa         | Passa a leste da Ilha Cornwall, Nunavut, Canadá                  |
| Canadá                  | Ilha de Devon, Nunavut                                           |
| Canal de Wellington     |                                                                  |
| Canal de Perry          | Estreito de Barrow                                               |
| Canadá                  | Ilha Somerset, Nunavut                                           |
| Golfo de Boothia        |                                                                  |
| Canadá                  | Parte continental, Nunavut                                       |
| Baía de Hudson          |                                                                  |
| Canadá                  | Manitoba Ontário                                                 |
| Estados Unidos          | Minnesota - passa em Saint Paul Iowa Missouri Arkansas Louisiana |
| Golfo do México         |                                                                  |
| México                  | Tabasco Chiapas                                                  |
| Oceano Pacífico         |                                                                  |
| Oceano Antártico        |                                                                  |
| Antártida               | Território não reivindicado                                      |